# Toschia
Toschia is een geslacht van spinnen uit de familie hangmatspinnen (Linyphiidae).

## Soorten
De volgende soorten zijn bij het geslacht ingedeeld:
- Toschia aberdarensis Holm, 1962
- Toschia casta Jocqué & Scharff, 1986
- Toschia celans Gao, Xing & Zhu, 1996
- Toschia concolor Caporiacco, 1949
- Toschia cypericola Jocqué, 1981
- Toschia minuta Jocqué, 1984
- Toschia picta Caporiacco, 1949
- Toschia spinosa Holm, 1968
- Toschia telekii Holm, 1962
- Toschia virgo Jocqué & Scharff, 1986